# Trafność zbieżna
Trafność zbieżna (ang. convergent validity) – pojęcie z dziedziny psychometrii oznaczające stopień, w jakim dwa pomiary, które powinny być teoretycznie zależne, są faktycznie zależne.
Pojęcie trafności zbieżnej (podobnie jak pojęcie trafności różnicowej, będącej niejako jej odwrotnością) wprowadzili amerykańscy psycholodzy Donald T. Campbell i Donald Fiske. Zgodnie z ich stanowiskiem, aby dany test psychologiczny można było uznać za trafny teoretycznie, nie wystarczy wykazać, że jego wyniki korelują odpowiednio wysoko z wynikami podobnych testów badających tę samą cechę (trafność zbieżna), ale też, że nie korelują one z wynikami testów mierzących inne cechy (trafność różnicowa).